# Hobøl
Hobøl er en tidligere kommune i det tidligere Østfold fylke i Norge, som ved kommunalreformen i Norge blev lagt sammen med Askim, Eidsberg, Spydeberg og Trøgstad kommuner til den nye kommune i det nye Indre Østfold i det ligeledes nye Viken fylke. Den tidligere kommune grænsede
til Spydeberg og Våler kommuner i Østfold og Enebakk, Ski, Ås og Vestby i Akershus. De vigtigste byer i kommunen er Tomter, Knapstad, Ringvoll og Elvestad. Europavej 18 går gennem kommunen, og Tomter og Knapstad er stationer på Østfoldbanens østre linje.
Hobøls rådhus ligger i Elvestad. Øst-vest-forbindelsen E18 passerer gennem Hobøl ved Elvestad, det samme gør Rigsvej 120 mellem Moss og Maura i Nannestad.